# Брезњичка (Полтар)
Брезњичка (слч. Breznička) насељено је мјесто са административним статусом сеоске општине (слч. obec) у округу Полтар, у Банскобистричком крају, Словачка Република.

## Становништво
| Година:    | 1994. | 2004.   | 2014.   | 2024.   |
| ---------- | ----- | ------- | ------- | ------- |
| Број људи: | 794   | 772     | 768     | 744     |
| Разлика:   |       | -2,77 % | -0,51 % | -3,12 % |

| Година:    | 2023. | 2024.   |
| ---------- | ----- | ------- |
| Број људи: | 737   | 744     |
| Разлика:   |       | +0,94 % |

Према подацима о броју становника из 2011. године насеље је имало 787 становника.